# Art Pollard
Art Lee Pollard, jr. (Dragon, 5 maggio 1927 – Indianapolis, 12 maggio 1973) è stato un pilota automobilistico statunitense.
Cominciò la sua carriera di pilota correndo nel 1965 nella USAC American Championship car racing, senza però ottenere risultati significativi.
Nel 1973, durante le prove della 57ª edizione della 500 Miglia di Indianapolis, Pollard fu protagonista di un incidente che gli costò la vita. A causa di un guasto tecnico, a pochi giri dalla fine, Pollard perse il controllo della sua vettura, andando a sbattere contro la parete a bordo pista. La monoposto cominciò a perdere carburante e dopo aver ancora percorso circa 400 m, capotandosi a testa in giù e facendo scintille, si sviluppò un principio d'incendio, che coinvolse il capo del pilota; le fiamme vennero tempestivamente spente, ma Pollard riportò delle gravissime ferite. Trasportato e ricoverato al Methodist Hospital di Indianapolis, vennero riscontrati la frattura di un braccio, danni polmonari a causa dell'inalazione di fumi tossici, ustioni su entrambe le mani, sul viso e sul collo. Morì in ospedale quello stesso giorno.
Pollard oggi riposa nell'Evergreen Memorial Park di McMinnville, Oregon.